# Cmentarz rzymskokatolicki w Księżpolu
Cmentarz rzymskokatolicki w Księżpolu – nekropolia w Księżpolu, utworzona na potrzeby miejscowej ludności unickiej w XIX w., od 1875 prawosławna. Od okresu międzywojennego użytkowany przez miejscową ludność katolicką. W jego granicach znalazł się również autonomiczny pierwotnie cmentarz wojenny. Czynny do dzisiaj.

## Historia i opis
Data powstania cmentarza nie jest znana. Najprawdopodobniej powstał na początku XIX w. na potrzeby parafii unickiej, zastępując starszy cmentarzy przycerkiewny. Po 1875 r. wskutek likwidacji unickiej diecezji chełmskiej funkcjonował jako prawosławny. Użytkowany był przez miejscową ludność prawosławną do końca XIX w. także po wytyczeniu nowego cmentarza. Podczas I wojny światowej obok nekropolii założono kwaterę wojenną z kopcem mieszczącym ciała żołnierzy rosyjskich. W dwudziestoleciu międzywojennym cmentarz przejęła parafia rzymskokatolicka; w jego granicach po pewnym czasie znalazł się także kopiec. W latach 40. i 70. cmentarz powiększano. Nekropolia jest czynna do dzisiaj.
Na początku lat 90. na jej terenie znajdowało się 13 kamiennych nagrobków sprzed 1945 r. Znajdują się tu krzyże na postumentach prostopadłościennych, postumentach z nadstawami, słupach w formie pni, obeliskach, a także urny na postumentach, monumentalne krzyże i grobowce. Nagrobki dekorowane są wielostopniowymi gzymsami uskokowymi, trójkątnymi tympanonami, akroterionami i ornamentami roślinnymi. Współczesne nagrobki wykonane są przede wszystkim z betonu, metalu i lastriko.
Na cmentarzu wyróżniają się ponadto monumentalny postument z niebieską urną kryjący prochy biskupa bełzkiego Jana Teraszkiewicza, ogromny krzyż z marmurową inskrypcją na grobie miejscowego dzierżawcy Antoniego Jastrzębca Kierskiego, a także groby księdza unickiego Stanisława Chruściewicza i jego syna Kiriłła, duchownego unickiego, a następnie prawosławnego. Na terenie znajduje się również kopiec-mogiła z okresu I wojny światowej, częściowo zdewastowany w latach 80., i umiejscowione obok mogiły 12 żołnierzy Wojska Polskiego poległych w dniach 13-17 września 1939 r..
Cmentarz porasta 20 dębów, 15 kasztanowców, 10 jesionów, po 5 robinii i brzóz. Na kopcu-mogile rosną świerki.